# Maulde (Fluss)
Die Maulde ist ein Fluss in Frankreich, in der Region Nouvelle-Aquitaine. Sie entspringt im Zentralmassiv, am Plateau de Millevaches. Die Quelle liegt in etwa 750 Metern Seehöhe, im Gemeindegebiet von Gentioux-Pigerolles, mitten im Regionalen Naturpark Millevaches en Limousin. Der Fluss entwässert generell Richtung Westen und mündet nach rund 69 Kilometern südöstlich von Saint-Léonard-de-Noblat als rechter Nebenfluss in die Vienne. Auf ihrem Weg durchquert sie die Départements Creuse, und Haute-Vienne.
Das Wasser der Maulde versorgt den Lac de Vassivière, einen rund 970 Hektar großen Stausee. Auch im Unterlauf des Flusses gibt es eine Vielzahl kleinerer Stauseen.

## Orte am Fluss
- Peyrat-le-Château
- Bujaleuf

## Sehenswürdigkeiten

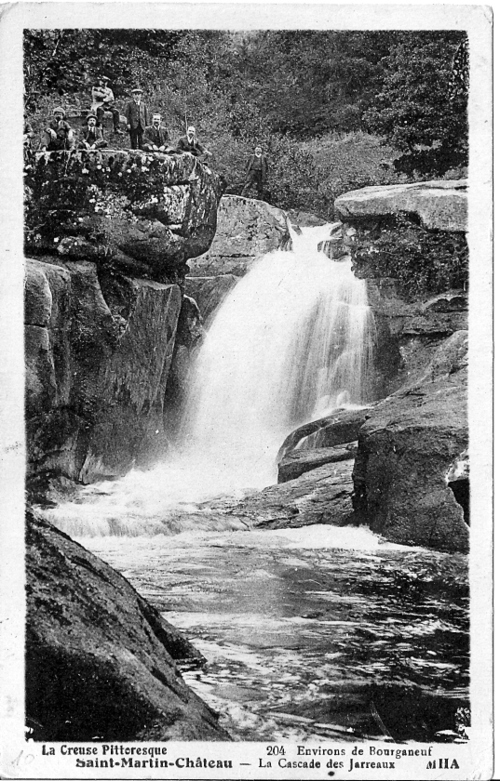
Die Cascade des Jarrauds

- Der Wasserfall Cascade des Jarrauds beim Ort Saint-Martin-Château.

Von hier aus wurde 1889 die Stadt Bourganeuf in einer damaligen Pionierleistung über eine Entfernung von 14 Kilometern mit elektrischem Strom versorgt.